# Campeonato Mundial de Waterpolo Masculino de 2019
El XVIII Campeonato Mundial de Waterpolo Masculino se celebró en Gwangju (Corea del Sur) entre el 15 y el 27 de julio de 2019 dentro del XVIII Campeonato Mundial de Natación. El evento fue organizado por la Federación Internacional de Natación (FINA) y la Federación Surcoreana de Natación. Los partidos se disputaron en una piscina construida temporalmente en el campo de fútbol de la Universidad de Nambu.
Un total de dieciséis selecciones nacionales afiliadas a la FINA compitieron por el título mundial, cuyo anterior portador era el equipo de Croacia, vencedor del Mundial de 2017. 
La selección de Italia se adjudicó la medalla de oro al derrotar en la final al equipo de España con un marcador de 5-10. En el partido por el tercer puesto el conjunto de Croacia venció al de Hungría.

## Clasificación
| Competición          | Fecha                                  | Sede                  | Plazas | Equipos clasificados              |
| -------------------- | -------------------------------------- | --------------------- | ------ | --------------------------------- |
| País anfitrión       | —                                      | —                     | 1      | Corea del Sur                     |
| Liga Mundial         | 18 – 23 de junio de 2018               | Budapest · ( Hungría) | 2      | Montenegro Hungría                |
| Copa Mundial         | 11 – 16 de septiembre de 2018          | Berlín · ( Alemania)  | 4      | Australia Serbia Alemania Croacia |
| Campeonato Europeo   | 16 – 28 de julio de 2018               | Barcelona · ( España) | 3      | España Italia Grecia              |
| Juegos Asiáticos     | 25 de agosto – 1 de septiembre de 2018 | Yakarta ( Indonesia)  | 2      | Kazajistán Japón                  |
| Copa Panamericana    | 22 – 26 de enero de 2019               | São Paulo · ( Brasil) | 2      | Brasil Estados Unidos             |
| Selección de África  | —                                      | —                     | 1      | Sudáfrica                         |
| Selección de Oceanía | —                                      | —                     | 1      | Nueva Zelanda                     |
| TOTAL                |                                        |                       | 16     | 16                                |

## Grupos
| Grupo A       | Grupo B        | Grupo C       | Grupo D  |
| ------------- | -------------- | ------------- | -------- |
| Serbia        | Estados Unidos | Sudáfrica     | Brasil   |
| Corea del Sur | Croacia        | Nueva Zelanda | Alemania |
| Montenegro    | Australia      | España        | Italia   |
| Grecia        | Kazajistán     | Hungría       | Japón    |

## Fase preliminar
- Todos los partidos en la hora local de Corea del Sur (UTC+9).

### Grupo A
| Equipo        | J | G | E | P | GF | GC | DG  | PTS |
| ------------- | - | - | - | - | -- | -- | --- | --- |
| Serbia        | 3 | 2 | 1 | 0 | 41 | 15 | +26 | 5   |
| Montenegro    | 3 | 1 | 2 | 0 | 44 | 26 | +18 | 4   |
| Grecia        | 3 | 1 | 1 | 1 | 39 | 22 | +17 | 3   |
| Corea del Sur | 3 | 0 | 0 | 3 | 11 | 72 | -61 | 0   |

- Resultados

| Fecha | Hora  | Partido       | Partido | Partido       | Resultado |
| ----- | ----- | ------------- | ------- | ------------- | --------- |
| 15.07 | 08:30 | Serbia        | -       | Montenegro    | 10-10     |
| 15.07 | 09:50 | Corea del Sur | -       | Grecia        | 3-26      |
| 17.07 | 19:10 | Grecia        | -       | Montenegro    | 10-10     |
| 17.07 | 20:30 | Serbia        | -       | Corea del Sur | 22-2      |
| 19.07 | 16:30 | Serbia        | -       | Grecia        | 9-3       |
| 19.07 | 17:50 | Corea del Sur | -       | Montenegro    | 6-24      |

### Grupo B
| Equipo         | J | G | E | P | GF | GC | DG  | PTS |
| -------------- | - | - | - | - | -- | -- | --- | --- |
| Croacia        | 3 | 3 | 0 | 0 | 52 | 16 | +36 | 6   |
| Estados Unidos | 3 | 2 | 0 | 1 | 35 | 35 | 0   | 4   |
| Australia      | 3 | 1 | 0 | 2 | 32 | 34 | -2  | 2   |
| Kazajistán     | 3 | 0 | 0 | 3 | 20 | 54 | -34 | 0   |

- Resultados

| Fecha | Hora  | Partido        | Partido | Partido    | Resultado |
| ----- | ----- | -------------- | ------- | ---------- | --------- |
| 15.07 | 11:10 | Estados Unidos | -       | Kazajistán | 16-7      |
| 15.07 | 12:30 | Croacia        | -       | Australia  | 14-4      |
| 17.07 | 08:30 | Australia      | -       | Kazajistán | 17-8      |
| 17.07 | 09:50 | Estados Unidos | -       | Croacia    | 7-17      |
| 19.07 | 19:10 | Estados Unidos | -       | Australia  | 12-11     |
| 19.07 | 20:30 | Croacia        | -       | Kazajistán | 21-5      |

### Grupo C
| Equipo        | J | G | E | P | GF | GC | DG  | PTS |
| ------------- | - | - | - | - | -- | -- | --- | --- |
| Hungría       | 3 | 3 | 0 | 0 | 60 | 20 | +40 | 6   |
| España        | 3 | 2 | 0 | 1 | 57 | 19 | +38 | 4   |
| Sudáfrica     | 3 | 0 | 1 | 2 | 16 | 54 | -38 | 1   |
| Nueva Zelanda | 3 | 0 | 1 | 2 | 15 | 55 | -40 | 1   |

- Resultados

| Fecha | Hora  | Partido       | Partido | Partido       | Resultado |
| ----- | ----- | ------------- | ------- | ------------- | --------- |
| 15.07 | 16:30 | Sudáfrica     | -       | España        | 3-23      |
| 15.07 | 17:50 | Nueva Zelanda | -       | Hungría       | 4-24      |
| 17.07 | 11:10 | Hungría       | -       | España        | 13-11     |
| 17.07 | 12:30 | Sudáfrica     | -       | Nueva Zelanda | 8-8       |
| 19.07 | 08:30 | Sudáfrica     | -       | Hungría       | 5-23      |
| 19.07 | 09:50 | Nueva Zelanda | -       | España        | 3-23      |

### Grupo D
| Equipo   | J | G | E | P | GF | GC | DG  | PTS |
| -------- | - | - | - | - | -- | -- | --- | --- |
| Italia   | 3 | 3 | 0 | 0 | 31 | 19 | +12 | 6   |
| Alemania | 3 | 1 | 1 | 1 | 31 | 25 | +6  | 3   |
| Japón    | 3 | 1 | 1 | 1 | 27 | 27 | 0   | 3   |
| Brasil   | 3 | 0 | 0 | 3 | 22 | 40 | -18 | 0   |

- Resultados

| Fecha | Hora  | Partido  | Partido | Partido  | Resultado |
| ----- | ----- | -------- | ------- | -------- | --------- |
| 15.07 | 19:10 | Brasil   | -       | Italia   | 5-14      |
| 15.07 | 20:30 | Alemania | -       | Japón    | 9-9       |
| 17.07 | 16:30 | Japón    | -       | Italia   | 7-9       |
| 17.07 | 17:50 | Brasil   | -       | Alemania | 8-15      |
| 19.07 | 11:10 | Brasil   | -       | Japón    | 9-11      |
| 19.07 | 12:30 | Alemania | -       | Italia   | 7-8       |

## Fase final
- Todos los partidos en la hora local de Corea del Sur (UTC+9).

|  | Clasif. a cuartos | Clasif. a cuartos |            |         | Cuartos de final | Cuartos de final |         |              | Semifinales  | Semifinales |  |  | Final       | Final       |
|  | 21 de julio       | 21 de julio       |            |         | 23 de julio      | 23 de julio      |         |              | 25 de julio  | 25 de julio |  |  | 27 de julio | 27 de julio |
|  |                   |                   |            |         |                  |                  |         |              |              |             |  |  |             |             |
|  |                   |                   |            |         |                  |                  |         |              |              |             |  |  |             |             |
|  |                   |                   |            |         |                  |                  |         |              |              |             |  |  |             |             |
|  | Serbia            | 9                 |            |         |                  |                  |         |              |              |             |  |  |             |             |
|  | Serbia            | 9                 | España     | 15      |                  |                  |         |              |              |             |  |  |             |             |
|  |                   | España            | España     | 15      | 12               |                  |         |              |              |             |  |  |             |             |
|  | Japón             | España            | 7          |         | 12               | España           | 6       |              |              |             |  |  |             |             |
|  | Japón             |                   | 7          |         |                  | España           | 6       |              |              |             |  |  |             |             |
|  |                   |                   |            | Croacia | 5                |                  |         |              |              |             |  |  |             |             |
|  | Croacia           | 10                |            | Croacia | 5                |                  |         |              |              |             |  |  |             |             |
|  | Croacia           | 10                | Sudáfrica  | 5       |                  |                  |         |              |              |             |  |  |             |             |
|  |                   | Alemania          | Sudáfrica  | 5       | 8                |                  |         |              |              |             |  |  |             |             |
|  | Alemania          | Alemania          | 25         |         | 8                | España           | 5       |              |              |             |  |  |             |             |
|  | Alemania          |                   | 25         |         |                  | España           | 5       |              |              |             |  |  |             |             |
|  |                   |                   |            | Italia  | 10               |                  |         |              |              |             |  |  |             |             |
|  | Hungría           | 10                |            | Italia  | 10               |                  |         |              |              |             |  |  |             |             |
|  | Hungría           | 10                | Montenegro | 11      |                  |                  |         |              |              |             |  |  |             |             |
|  |                   | Australia         | Montenegro | 11      | 9                |                  |         |              |              |             |  |  |             |             |
|  | Australia         | Australia         | 13 PEN     |         | 9                | Hungría          | 10      | Tercer lugar | Tercer lugar |             |  |  |             |             |
|  | Australia         |                   | 13 PEN     |         |                  | Hungría          | 10      | Tercer lugar | Tercer lugar |             |  |  |             |             |
|  |                   |                   |            | Italia  | 12               |                  |         |              |              |             |  |  |             |             |
|  | Italia            | 7                 |            | Italia  | 12               |                  |         |              |              |             |  |  |             |             |
|  | Italia            | 7                 | Grecia     | 11      |                  |                  | Croacia | 10           |              |             |  |  |             |             |
|  |                   | Grecia            | Grecia     | 11      | 6                |                  | Croacia | 10           |              |             |  |  |             |             |
|  | Estados Unidos    | Grecia            | 9          |         | 6                | Hungría          | 7       |              |              |             |  |  |             |             |
|  | Estados Unidos    |                   | 9          |         |                  | Hungría          | 7       |              |              |             |  |  |             |             |

### Clasificación a cuartos
| Fecha | Hora  | Partido    | Partido | Partido        | Resultado |
| ----- | ----- | ---------- | ------- | -------------- | --------- |
| 21.07 | 14:00 | Montenegro | -       | Australia      | 11-13 PEN |
| 21.07 | 15:30 | Grecia     | -       | Estados Unidos | 11-9      |
| 21.07 | 17:00 | España     | -       | Japón          | 15-7      |
| 21.07 | 18:30 | Sudáfrica  | -       | Alemania       | 5-25      |

### Cuartos de final
- Horas de los partidos aún no confirmadas.

| Fecha | Hora  | Partido | Partido | Partido   | Resultado |
| ----- | ----- | ------- | ------- | --------- | --------- |
| 23.07 | 14:00 | Serbia  | -       | España    | 9-12      |
| 23.07 | 15:30 | Croacia | -       | Alemania  | 10-8      |
| 23.07 | 17:00 | Hungría | -       | Australia | 10-9      |
| 23.07 | 18:30 | Italia  | -       | Grecia    | 7-6       |

### Semifinales
| Fecha | Hora  | Partido | Partido | Partido | Resultado |
| ----- | ----- | ------- | ------- | ------- | --------- |
| 25.07 | 17:00 | España  | -       | Croacia | 6-5       |
| 25.07 | 18:30 | Hungría | -       | Italia  | 10-12     |

### Tercer lugar
| Fecha | Hora  | Partido | Partido | Partido | Resultado |
| ----- | ----- | ------- | ------- | ------- | --------- |
| 27.07 | 17:00 | Croacia | -       | Hungría | 10-7      |

### Final
| Fecha | Hora  | Partido | Partido | Partido | Resultado |
| ----- | ----- | ------- | ------- | ------- | --------- |
| 27.07 | 18:30 | España  | -       | Italia  | 5-10      |

### Partidos de clasificación
9.º a 12.º lugar
| Fecha | Hora  | Partido        | Partido | Partido   | Resultado |
| ----- | ----- | -------------- | ------- | --------- | --------- |
| 23.07 | 11:00 | Montenegro     | -       | Japón     | 14-7      |
| 23.07 | 12:30 | Estados Unidos | -       | Sudáfrica | 20-3      |

Undécimo lugar
| Fecha | Hora  | Partido | Partido | Partido   | Resultado |
| ----- | ----- | ------- | ------- | --------- | --------- |
| 25.07 | 09:30 | Japón   | -       | Sudáfrica | 15-5      |

Noveno lugar
| Fecha | Hora  | Partido    | Partido | Partido        | Resultado |
| ----- | ----- | ---------- | ------- | -------------- | --------- |
| 25.07 | 11:00 | Montenegro | -       | Estados Unidos | 14-15     |

5.º a 8.º lugar
| Fecha | Hora  | Partido   | Partido | Partido  | Resultado |
| ----- | ----- | --------- | ------- | -------- | --------- |
| 25.07 | 14:00 | Serbia    | -       | Alemania | 17-16 PEN |
| 25.07 | 15:30 | Australia | -       | Grecia   | 9-8       |

Séptimo lugar
| Fecha | Hora  | Partido  | Partido | Partido | Resultado |
| ----- | ----- | -------- | ------- | ------- | --------- |
| 27.07 | 14:00 | Alemania | -       | Grecia  | 6-11      |

Quinto lugar
| Fecha | Hora  | Partido | Partido | Partido   | Resultado |
| ----- | ----- | ------- | ------- | --------- | --------- |
| 27.07 | 15:30 | Serbia  | -       | Australia | 13-9      |

## Medallero
| Italia | España | Croacia |
| Matteo Aicardi Michaël Bodegas Marco Del Lungo Francesco Di Fulvio Edoardo Di Somma Vincenzo Dolce Gonzalo Echenique Niccolò Figari Pietro Figlioli Stefano Luongo Gianmarco Nicosia Vincenzo Renzuto Alessandro Velotto | Alberto Barroso Macarro Alejandro Bustos Sergi Cabanas Francisco Fernández Miranda Álvaro Granados Marc Larumbe Daniel López Pinedo Eduardo Lorrio Blai Mallarach Alberto Munárriz Felipe Perrone Roger Tahull Miguel de Toro | Hrvoje Benić Marko Bijač Andro Bušlje Loren Fatović Xavier García Gadea Maro Joković Luka Lončar Marko Macan Ivan Marcelić Lovre Miloš Anđelo Šetka Josip Vrlić Ante Vukičević |
| Alessandro Campagna (seleccionador) | David Martín Lozano (seleccionador) | Ivica Tucak (seleccionador) |

## Estadísticas

### Clasificación general
| 1. Italia JO      |
| 2. España JO      |
| 3. Croacia        |
| 4. Hungría        |
| 5. Serbia         |
| 6. Australia      |
| 7. Grecia         |
| 8. Alemania       |
| 9. Estados Unidos |
| 10. Montenegro    |
| 11. Japón         |
| 12. Sudáfrica     |
| 13. Brasil        |
| 14. Kazajistán    |
| 15. Corea del Sur |
| 16. Nueva Zelanda |

### Máximos goleadores
| N.º | Nombre            | Selección  | Goles | Tiros | %    | Partidos jugados |
| --- | ----------------- | ---------- | ----- | ----- | ---- | ---------------- |
| 1   | Aleksandar Ivović | Montenegro | 21    | 35    | 60 % | 6                |
| 2   | Maro Joković      | Croacia    | 19    | 30    | 63 % | 6                |
| 3   | Gergő Zalánki     | Hungría    | 18    | 39    | 46 % | 6                |
| 4   | Strahinja Rašović | Serbia     | 16    | 29    | 55 % | 6                |
| 5   | Joe Kayes         | Australia  | 15    | 29    | 52 % | 7                |
| 5   | Luuk Gielen       | Alemania   | 15    | 34    | 44 % | 7                |
| 5   | Alberto Munárriz  | España     | 15    | 34    | 44 % | 7                |
| 5   | Álvaro Granados   | España     | 15    | 38    | 39 % | 7                |
| 5   | Blai Mallarach    | España     | 15    | 40    | 38 % | 7                |

Fuente: 